# غشام (المحويت)

تعديل مصدري - تعديل

غشام هي إحدى قرى عزلة طحــامــة بمديرية المحويت التابعة لمحافظة المحويت، بلغ تعداد سكانها 163 نسمة حسب تعداد اليمن لعام 2004.